# منانوك
محمد بارتي (مواليد مدينة وهران) المعروف باسم «منانوك» بالإنجليزية (Mnanauk)، مُغني ومُلحن وكاتب كلمات وكوميدي جزائري، يُعرف بمقاطعه على اليوتيوب التي يتطرق فيها لقضايا وظواهر اجتماعية بطريقة جريئة وهزلية.
هو أول جزائري فتح قناة خاصة به بموقع اليوتيوب، حيث بدأ برفع فيديوهاته على قناته الأولى سنة 2006، قبل أن تُحذف ويُنشئ أخرى سنة 2014.

## مسيرته
ولد محمد بارتي في وهران، وفي عشرينياته غادرها إلى العاصمة الفرنسية باريس لغرض الدراسة. اهتم في الجزائر بموسيقى الراي وفي فرنسا أدخل الجاز في موسيقاه. وكان صديقا مُقرّبا من الراحل الشاب حسني. غادر بعد ذلك نحو بريطانيا، واستقر في مدينة ليدز حيث التقى موسيقيين آخرين وشكل معهم فرقة «الفلوكا».
عاد محمد إلى الجزائر بعد غياب دام 25 سنة قضاها في بريطانيا، وبدأ بعرض فيديوهاته على اليوتيوب يُناقش فيها قضايا
وظواهر اجتماعية بطريقة جريئة وهزلية في الوقت نفسه، مُستعملا في بعضها كلمات أكثر جرأة. ولديه شعبية واسعة على مواقع التواصل الاجتماعي بالجزائر.